# Edvina
Edvina je žensko osebno ime.

## Izvor imena
Edvina je ženska oblika moškega osebnega imena Edvin.

## Pogostost imena
Po podatkih Statističnega urada Republike Slovenije je bilo na dan 1. januarja 2021 v Sloveniji ženskih oseb z imenom Edvina: 59.

## Osebni praznik
Osebe z imenom Edvina lahko godujejo takrat kot osebe z imenom Edvin.